# Тайшыков, Кадыр Беспакович
Кадыр Беспакович Тайшыков (1900 — 1937) — журналист, казахский советский писатель-сатирик, переводчик, музыкант.

## Биография
Родился в 1900 году, ныне Баянаульский район Павлодарской области. В детские годы, научившись грамоте у аульного муллы, после учился в школах Баянаула и Каркаралинска.
В 1926-1928 годы учился в Средне-Азиатском государственном университете.
В 1928-1933 годы работал в газетах «Еңбекші», «Оңтүстік Қазақстан». В 1933-1937 годы редактор в Казгосиздате.
28 декабря 1937 года арестован и осужден Тройкой УНКВД по Алма-Атинской области 31 декабря 1937 года по ст. 58-10, 58-11 УК РСФСР; приговор - 10 лет ИТЛ. Реабилитирован 3 октября 1959 года решением Президиума Алма-Атинского облсуда за отсутствием состава преступления.

## Творчество
Печататься начал с 1925 года на страницах периодической печати. Известны его псевдонимы - «Мал келді», «Мөлтен», «Бұйрас», «Кабсынка».
В 1927 году в газете «Еңбекші қазақ» (Трудовой Казах) был объявлен конкурс на сатирические произведения. На конкурс были присланы 103 фельетона, из них 12 были включены на призовые места. Главный приз был присужден Тайшыкову за фельетоны «Мұсылман ұлының қамшысы», «Үш тарау», «Меруерттің сыры». Многие сатирические произведения Тйшыкова опубликованы в журнале «Жарши», «Балга», а также в семипалатинской газете «Қазақ тілі».
«Песня партизан», «Полковая песня», «Комсомольская песня». Его творчество композитора-музыканта нам известно по кюю «Поток».
Активно занимался переводческой деятельностью. Он перевел на казахский язык романы Н. В. Гоголя «Мертвые души», Д. А. Фурманова  «Чапаев» и «Мятеж», рассказ М. Кольцова «Иван Вадимович - настоящий человек», а также рассказы А. П. Чехова и М. Зощенко.

## Источник
1. ↑  Также фамилия иногда указыается как Тайшиков или Тайчиков
2. ↑  Источник: Сведения ДКНБ РК по г.Алматы. Дата обращения: 5 октября 2015. Архивировано 4 марта 2016 года.
3. ↑  В. Владимиров - По уставу быть самим собой, Журнал «Нива» № 10 за 2010 год Архивная копия от 7 октября 2015 на Wayback Machine - стр. 92
4. ↑  Литературная карта Павлодарского Прииртышья Архивная копия от 6 октября 2015 на Wayback Machine. Павлодарская областная универсальная научная библиотека им.C.Торайгырова